# Liste des routes d'État en Pennsylvanie
Le Pennsylvania Department of Transportation (PennDOT) est responsable de l'entretien du réseau de routes d'État en Pennsylvanie.

## Liste des routes d'État
| Numéro          | Longueur (mi) | Longueur (km) | Terminus sud / ouest                                                                          | Terminus nord / est                                                                    | Créée | Notes |
| --------------- | ------------- | ------------- | --------------------------------------------------------------------------------------------- | -------------------------------------------------------------------------------------- | ----- | --- |
| PA 3            | 24,33         | 39,15         | US 322 Bus. à West Chester                                                                    | PA 611 à Philadelphie                                                                  | 1937  | |
| PA 5            | 44,85         | 72,18         | US 20 à Springfield Township                                                                  | NY 5 à la frontière de l'État de New York à North East Township                        | 1936  | |
| PA 8            | 148,60        | 239,15        | I-376 / US 22 / US 30 à Wilkinsburg                                                           | US 20 à Érié                                                                           | 1924  | |
| PA 10           | 4,04          | 70,88         | PA 472 à Oxford                                                                               | US 222 Bus. à Reading                                                                  | 1956  | |
| PA 12           | 9,57          | 15,40         | US 222 / US 422 à Wyomissing                                                                  | PA 662 à Ruscombmanor Township                                                         | 1998  | |
| PA 14           | 53,09         | 85,44         | US 15 à Trout Run                                                                             | NY 14 à la frontière de l'État de New York près de Fassett                             | 1928  | |
| PA 16           | 43,14         | 69,42         | US 522 à McConnellsburg                                                                       | MD 140 à la frontière du Maryland à Liberty Township                                   | 1928  | |
| PA 17           | 35,69         | 57,44         | PA 274 à Blain                                                                                | US 11 / US 15 à Liverpool                                                              | 1928  | |
| PA 18           | 209,00        | 336,00        | WV 69 à la frontière de la Virginie-Occidentale à Wayne Township                              | PA 5 à Lake City                                                                       | 1927  | |
| PA 21           | 50,75         | 81,68         | WV 891 à la frontière de la Virginie-Occidentale à Richhill Township                          | US 40 Bus. à Uniontown                                                                 | 1927  | |
| PA 23           | 81,14         | 130,59        | PA 441 à Marietta                                                                             | US 1 à Philadelphie                                                                    | 1928  | |
| PA 24           | 28,35         | 45,63         | MD 23 à la frontière du Maryland à Stewartstown                                               | PA 921 à Mount Wolf                                                                    | 1926  | |
| PA 25           | 34,98         | 56,29         | US 209 à Millersburg                                                                          | US 209 à Newtown                                                                       | 1928  | |
| PA 26           | 128,00        | 206,00        | N Orleans Road à la frontière du Maryland à Union Township                                    | PA 150 à Howard                                                                        | 1928  | |
| PA 27           | 65,70         | 105,70        | Park Avenue à Meadville                                                                       | PA 69 à Sugar Grove                                                                    | 1928  | |
| PA 28           | 98,10         | 157,88        | Anderson Street à Pittsburgh                                                                  | US 219 à Brockway                                                                      | 1927  | |
| PA 29           | 118,24        | 190,29        | US 30 à Malvern I-81 à Ashley                                                                 | I-78 / PA 309 à Allentown NY 7 à la frontière de l'État de New York à Liberty Township | 1928  | Sections reliées jusqu'en 1966 lorsque le segment du milieu a été remplacé par la US 309 (désormais PA 873) |
| PA 31           | 74,74         | 120,28        | PA 136 à South Huntingdon Township                                                            | US 30 à Napier Township                                                                | 1927  | |
| PA 32           | 40,61         | 65,35         | US 1 à Morrisville                                                                            | PA 611 près d'Upper Black Eddy                                                         | 1927  | |
| PA 33           | 27,74         | 44,64         | I-78 à Lower Saucon Township                                                                  | PA 611 à Stroud Township                                                               | 1972  | |
| PA 34           | 62,29         | 100,24        | US 15 Bus. à Gettysburg                                                                       | US 11 / US 15 près de Liverpool                                                        | 1928  | |
| PA 35           | 70,40         | 113,30        | US 522 près de Shade Gap                                                                      | US 11 / US 15 à Selinsgrove                                                            | 1928  | |
| PA 36           | 151,10        | 243,17        | PA 26 à Hopewell Township                                                                     | PA 27 / PA 227 à Pleasantville                                                         | 1928  | |
| PA 38           | 40,20         | 64,70         | US 422 / PA 68 à Summit Township                                                              | US 322 à Rockland Township                                                             | 1928  | |
| PA 39           | 17,83         | 28,69         | North Front Street à Susquehanna Township                                                     | US 322 / US 422 à Derry Township                                                       | 1937  | |
| PA 41           | 22,22         | 35,76         | DE 41 à la frontière du Delaware à Kennett Township                                           | US 30 à Gap                                                                            | 1926  | |
| PA 42           | 58,60         | 94,30         | PA 61 à Centralia                                                                             | US 220 à Laporte                                                                       | 1927  | |
| PA 43           | 55,20         | 88,80         | WV 43 à la frontière de la Virginie-Occidentale à Springhill Township                         | PA 51 à Jefferson Hills                                                                | 1993  | |
| PA 44           | 149,24        | 240,18        | I-80 / PA 42 à Buckhorn                                                                       | NY 417 à la frontière de l'État de New York à Ceres Township                           | 1927  | |
| PA 45           | 86,00         | 138,00        | PA 453 à Water Street                                                                         | PA 642 à Mooresburg                                                                    | 1928  | |
| PA 46           | 43,00         | 69,20         | PA 120 à Emporium                                                                             | US 219 / PA 346 à Bradford                                                             | 1927  | |
| PA 48           | 18,90         | 30,40         | PA 51 à Forward Township                                                                      | US 22 Bus. à Monroeville                                                               | 1928  | |
| PA 49           | 52,60         | 84,70         | PA 44 à Coudersport                                                                           | PA 287 à Lawrenceville                                                                 | 1928  | |
| PA 50           | 32,70         | 52,60         | PA 844 à Independence Township                                                                | PA 60 à Pittsburgh                                                                     | 1960  | |
| PA 51           | 89,00         | 143,00        | US 40 Bus. à Uniontown                                                                        | SR 14 à la frontière de l'Ohio à Darlington Township                                   | 1928  | |
| PA 52           | 12,00         | 19,00         | DE 52 à la frontière du Delaware à Pennsbury Township                                         | US 322 Bus. à West Chester                                                             | 1928  | |
| PA 53           | 83,00         | 133,60        | US 219 à Summerhill                                                                           | PA 144 à Snow Shoe                                                                     | 1928  | |
| PA 54           | 81,40         | 131,00        | US 15 près de Montgomery                                                                      | US 209 à Nesquehoning                                                                  | 1928  | |
| PA 56           | 108,00        | 174,00        | New Kensington                                                                                | US 30 à Bedford Township                                                               | 1928  | |
| PA 58           | 71,20         | 114,60        | SR 5 à la frontière de l'Ohio à Greene Township                                               | PA 68 à Sligo                                                                          | 1927  | |
| PA 59           | 39,03         | 62,81         | US 6 à Warren                                                                                 | US 6 à Smethport                                                                       | 1928  | |
| PA 60           | 9,40          | 15,10         | US 19 / PA 51 / PA 837 à Pittsburgh                                                           | I-376 / US 22 / US 30 à Robinson Township                                              | 1956  | |
| PA 61           | 81,80         | 131,65        | US 222 Bus. à Reading                                                                         | US 11 / US 15 / PA 147 à Shamokin Dam                                                  | 1963  | |
| PA 63           | 37,42         | 60,22         | PA 29 à Green Lane                                                                            | I-95 à Bensalem Township                                                               | 1928  | |
| PA 64           | 21,00         | 34,00         | PA 26 à Spring Township                                                                       | PA 150 à Mill Hall                                                                     | 1946  | Ancien segment de la US 220                                                                                 |
| PA 65           | 51,00         | 82,00         | I-279 / US 19 Truck à Pittsburgh                                                              | PA 108 / PA 168 à New Castle                                                           | 1960  | |
| PA 66           | 139,00        | 224,00        | US 119 à New Stanton                                                                          | US 6 à Kane                                                                            | 1927  | |
| PA 68           | 90,04         | 144,90        | SR 39 à la frontière de l'Ohio à Ohioville                                                    | US 322 à Clarion                                                                       | 1927  | |
| PA 69           | 14,31         | 23,04         | US 62 à Conewago Township                                                                     | CR 69 à la frontière de l'État de New York à Sugar Grove Township                      | 1928  | |
| PA 72           | 37,76         | 60,76         | US 222 / PA 272 à Lancaster                                                                   | PA 443 à Union Township                                                                | 1927  | |
| PA 73           | 62,32         | 100,29        | PA 61 près de Leesport                                                                        | NJ 73 à la frontière du New Jersey à Philadelphie                                      | 1928  | |
| PA 74           | 96,00         | 154,00        | MD 165 à la frontière du Maryland près de Delta                                               | PA 75 près de Port Royal                                                               | 1927  | |
| PA 75           | 71,25         | 114,66        | MD 494 à la frontière du Maryland à Montgomery Township                                       | US 22 / US 322 à Port Royal                                                            | 1928  | |
| PA 77           | 35,62         | 57,32         | PA 27 à Meadville                                                                             | PA 426 à Corry                                                                         | 1928  | |
| PA 82           | 31,63         | 50,90         | DE 82 à la frontière du Delaware près de Kennett Square                                       | PA 23 à Elverson                                                                       | 1928  | |
| PA 85           | 24,56         | 39,53         | PA 28 / PA 66 près de Kittanning                                                              | US 119 à Home                                                                          | 1928  | |
| PA 86           | 12,44         | 20,02         | PA 27 à Meadville                                                                             | US 6 / US 19 / PA 408 à Cambridge Springs                                              | 1936  | Désignée officiellement comme PA 886 pour éviter la confusion avec l'I-86.                                  |
| PA 87           | 69.533        | 111.903       | I-180 / US 220 in Montoursville                                                               | US 6 in Washington Township                                                            | 1928  | |
| PA 88           | 68,24         | 109,83        | US 119 à Point Marion                                                                         | PA 51 à Pittsburgh                                                                     | 1927  | |
| PA 89           | 47,86         | 77,02         | PA 8 / PA 27 à Titusville                                                                     | PA 5 près de North East                                                                | 1928  | |
| PA 92           | 66,70         | 107,30        | US 11 à West Pittston                                                                         | NY 79 à la frontière de l'État de New York à Oakland Township                          | 1928  | |
| PA 93           | 41,09         | 66,12         | US 209 près de Nesquehoning                                                                   | PA 487 à Orangeville                                                                   | 1928  | |
| PA 94           | 30,74         | 49,47         | MD 30 à la frontière du Maryland à West Manheim Township                                      | PA 34 à Mount Holly Springs                                                            | 1928  | |
| PA 96           | 42,00         | 68,00         | MD 35 à la frontière du Maryland à Londonderry Township                                       | PA 869 à Lincoln Township                                                              | 1928  | |
| PA 97           | 20,14         | 32,41         | PA 8 à Union City                                                                             | PA 8 à Érié                                                                            | 1935  | Désignée officiellement comme PA 197 pour éviter la confusion avec la PA 97 dans le comté d'Adams           |
| PA 97           | 9,36          | 15,07         | MD 97 à la frontière du Maryland près de Littlestown                                          | US 15 près de Gettysburg                                                               | 1979  | |
| PA 98           | 31,00         | 49,90         | US 6 / US 19 / US 322 à Vernon Township                                                       | PA 5 à Avonia                                                                          | 1928  | |
| PA 99           | 21,04         | 33,86         | US 6 / US 19 à Cambridge Springs                                                              | US 19 près d'Érié                                                                      | 1936  | Désignée officiellement comme PA 699 pour éviter la confusion avec l'I-99.                                  |
| PA 100          | 59,41         | 95,61         | US 202 près de West Chester                                                                   | PA 309 à Pleasant Corners                                                              | 1932  | |
| PA 102          | 4,30          | 6,90          | US 6 / US 19 / US 322 près de Meadville                                                       | PA 98 à Vernon Township                                                                | 1955  | |
| PA 103          | 30,80         | 49,60         | US 522 près de Mount Union                                                                    | US 22 Bus. à Lewistown                                                                 | 1932  | |
| PA 104          | 22,92         | 36,89         | US 11 / US 15 près de Liverpool                                                               | PA 45 à Mifflinburg                                                                    | 1928  | |
| PA 106          | 20,69         | 33,29         | US 11 à Kingsley                                                                              | US 6 Bus. à Carbondale                                                                 | 1972  | |
| PA 107          | 17,27         | 27,80         | US 6 / US 11 à Factoryville                                                                   | US 6 à Mayfield                                                                        | 1928  | |
| PA 108          | 31,60         | 50,90         | E Garfield Road à la frontière de l'Ohio à North Beaver Township                              | PA 8 à Slippery Rock Township                                                          | 1928  | |
| PA 110          | 5,71          | 9,19          | PA 954 à Creekside                                                                            | US 119 près d'Ernest                                                                   | 1928  | |
| PA 113          | 46,92         | 75,50         | US 30 Bus. à Downingtown                                                                      | PA 611 à Tinicum Township                                                              | 1928  | |
| PA 114          | 19,37         | 31,18         | PA 944 à Wertzville                                                                           | SR 1003 près de New Market                                                             | 1928  | |
| PA 115          | 35,65         | 57,38         | US 209 à Brodheadsville                                                                       | I-81 / PA 309 près de Wilkes-Barre                                                     | 1928  | |
| PA 116          | 39,80         | 64,05         | PA 16 à Carroll Valley                                                                        | US 30 à West Manchester Township                                                       | 1928  | |
| PA 117          | 12,59         | 20,26         | US 322 / PA 72 à Cornwall                                                                     | US 422 à Palmyra                                                                       | 1928  | |
| PA 118          | 42,25         | 67,99         | PA 405 à Hughesville                                                                          | PA 415 près de Dallas                                                                  | 1961  | |
| PA 120          | 103,89        | 167,19        | US 219 / PA 948 à Ridgway                                                                     | US 220 près de Lock Haven                                                              | 1967  | |
| PA 121          | 4,00          | 6,40          | US 19 à Mount Lebanon                                                                         | PA 50 aux limites entre Green Tree et Pittsburgh                                       | 1961  | |
| PA 124          | 12,79         | 20,58         | East Prospect Street à York                                                                   | PA 425 / PA 624 à Lower Windsor Township                                               | 1928  | |
| PA 125          | 32,05         | 51,57         | PA 443 à Pine Grove                                                                           | PA 61 près de Shamokin                                                                 | 1936  | |
| PA 127          | 10,01         | 16,11         | US 62 à West Hickory                                                                          | US 62 à Tidioute                                                                       | 1928  | |
| PA 128          | 15,75         | 25,34         | PA 356 à Freeport                                                                             | PA 66 à Ford City                                                                      | 1928  | |
| PA 130          | 49,10         | 79,00         | PA 8 à Pittsburgh                                                                             | PA 381 à Cook Township                                                                 | 1961  | |
| PA 132          | 15,16         | 24,39         | PA 611 près de Warrington                                                                     | I-95 à Bensalem                                                                        | 1928  | |
| PA 134          | 7,46          | 12,01         | Harney Road à la frontière du Maryland près de Barlow                                         | US 15 Bus. à Gettysburg                                                                | 1928  | |
| PA 136          | 44,80         | 72,11         | US 40 / PA 18 à Washington                                                                    | US 30 à Greensburg                                                                     | 1964  | |
| PA 138          | 10,62         | 17,09         | PA 8 à West Liberty                                                                           | PA 38 à North Washington                                                               | 1928  | |
| PA 143          | 20,04         | 32,25         | PA 662 à Richmond Township                                                                    | PA 309 à New Tripoli                                                                   | 1928  | |
| PA 144          | 109,30        | 175,90        | US 322 à Potter Township                                                                      | US 6 à Galeton                                                                         | 1928  | |
| PA 145          | 20,89         | 33,61         | I-78 / PA 309 à Upper Saucon Township                                                         | PA 248 à Weiders Crossing                                                              | 1928  | |
| PA 146          | 10,14         | 16,33         | US 6 à Hamlin Township                                                                        | PA 46 à Norwich Township                                                               | 1928  | |
| PA 147          | 58,35         | 93,90         | US 22 / US 322 à Reed Township                                                                | I-80 / I-180 à Turbot Township                                                         | 1963  | |
| PA 148          | 6,50          | 10,50         | PA 48 à McKeesport                                                                            | US 30 à East McKeesport                                                                | 1946  | |
| PA 150          | 41,10         | 66,10         | PA 26 à College Township                                                                      | US 220 à Avis                                                                          | 1973  | |
| PA 151          | 13,32         | 21,44         | US 30 à Greene Township                                                                       | PA 51 aux limites entre Hopewell Township et South Heights                             | 1928  | |
| PA 152          | 25,32         | 40,74         | PA 309 à Cheltenham Township                                                                  | PA 309 près de Telford                                                                 | 1928  | |
| PA 153          | 48,70         | 78,40         | PA 253 / PA 453 à Gulich Township                                                             | US 219 à Horton Township                                                               | 1928  | |
| PA 154          | 31,50         | 50,69         | US 220 à Laporte                                                                              | PA 414 à Canton                                                                        | 1928  | |
| PA 155          | 32,20         | 51,80         | PA 120 à Emporium                                                                             | PA 446 à Eldred Township                                                               | 1928  | |
| PA 156          | 16,39         | 26,37         | PA 981 près d'Avonmore                                                                        | US 422 / PA 56 à Shelocta                                                              | 1928  | |
| PA 157          | 13,60         | 21,90         | US 62 près de Seneca                                                                          | PA 208 à Fryburg                                                                       | 1935  | |
| PA 158          | 11,86         | 19,09         | PA 18 près de New Wilmington                                                                  | US 62 / PA 258 à Mercer                                                                | 1928  | |
| PA 160          | 69,70         | 112,20        | MD 47 à la frontière du Maryland à Wellersburg                                                | West High Street à Ebensburg                                                           | 1928  | |
| PA 162          | 10,10         | 16,30         | PA 82 / PA 842 à Unionville                                                                   | US 322 Bus. à West Chester                                                             | 1928  | |
| PA 163          | 2,38          | 3,84          | MD 63 à la frontière du Maryland à Antrim Township                                            | US 11 à Antrim Township                                                                | 1963  | |
| PA 164          | 36,40         | 58,60         | US 22 à Munster Township                                                                      | PA 26 près de Raystown Lake                                                            | 1928  | |
| PA 166          | 21,90         | 35,20         | US 119 à Springhill Township                                                                  | US 40 à Redstone Township                                                              | 1928  | |
| PA 167          | 28,70         | 46,20         | US 11 à Hop Bottom                                                                            | Haleytown Road à la frontière de l'État de New York près de Brackney                   | 1928  | |
| PA 168          | 55,30         | 89,00         | PA 18 à Frankfort Springs                                                                     | PA 208 à Volant                                                                        | 1928  | |
| PA 170          | 11,63         | 18,72         | US 6 à Prompton                                                                               | PA 670 à Mount Pleasant Township                                                       | 1928  | |
| PA 171          | 40,17         | 64,65         | US 6 Bus. à Carbondale                                                                        | US 11 à Great Bend                                                                     | 1961  | |
| PA 173          | 45,70         | 73,50         | PA 8 près de Slippery Rock                                                                    | PA 27 près de Cochranton                                                               | 1961  | |
| PA 174          | 28,09         | 45,20         | US 11 / PA 533 à Shippensburg                                                                 | PA 641 à Monroe Township                                                               | 1929  | |
| PA 177          | 9,57          | 15,40         | PA 74 à Fairview Township                                                                     | PA 262 à Rossville                                                                     | 1961  | |
| PA 179          | 1,21          | 1,95          | US 202 à Solebury Township                                                                    | Route 179 à la frontière du New Jersey à New Hope                                      | 1975  | |
| PA 181          | 9,09          | 14,63         | I-83 Bus. / US 30 à North York                                                                | PA 382 à York Haven                                                                    | 1961  | |
| PA 182          | 6,67          | 10,74         | PA 462 à West Manchester Township                                                             | PA 74 à Spry                                                                           | 1961  | |
| PA 183          | 31,68         | 50,99         | US 422 Bus. à Reading                                                                         | PA 61 près de Schuylkill Haven                                                         | 1928  | |
| PA 184          | 9,68          | 15,59         | PA 287 à Brookside                                                                            | Steam Mill Road à Cogan House Township                                                 | 1928  | |
| PA 187          | 43,10         | 69,40         | PA 87 à Lovelton                                                                              | NY 282 à la frontière de l'État de New York à Windham Township                         | 1928  | |
| PA 188          | 9,75          | 15,69         | US 19 / PA 21 à Morrisville                                                                   | PA 88 à Dry Tavern                                                                     | 1928  | |
| PA 191          | 111,54        | 179,51        | US 22 à Brodhead                                                                              | Pennsylvania Avenue à la frontière de l'État de New York à Hancock, NY                 | 1961  | |
| PA 192          | 45,40         | 73,10         | PA 144 à Centre Hall                                                                          | US 15 à Lewisburg                                                                      | 1961  | |
| PA 194          | 31,97         | 51,46         | MD 194 à la frontière du Maryland près de Littlestown                                         | PA 74 à Dillsburg                                                                      | 1928  | |
| PA 196          | 25,74         | 41,42         | PA 611 / PA 940 à Mount Pocono                                                                | PA 296 à Varden                                                                        | 1936  | |
| PA 198          | 38,80         | 62,40         | SR 167 à la frontière de l'Ohio à Beaver Township                                             | PA 27 à Randolph Township                                                              | 1928  | |
| PA 199          | 4.98          | 8.01          | US 220 à Athens Township                                                                      | NY 17 / NY 34 à la frontière de l'État de New York à Sayre                             | 1974  | |
| PA 201          | 25,20         | 40,60         | US 119 / PA 711 / PA 711 Truck à Connellsville                                                | PA 136 à Rostraver Township                                                            | 1964  | |
| PA 204          | 9,69          | 15,59         | US 522 à Selinsgrove                                                                          | PA 304 à New Berlin                                                                    | 1928  | |
| PA 208          | 75,00         | 121,00        | US 422 à Pulaski Township                                                                     | PA 36 à Washington Township                                                            | 1928  | |
| PA 210          | 29,80         | 48,00         | PA 56 / PA 156 à South Bend Township                                                          | US 119 près de Covode                                                                  | 1928  | |
| PA 212          | 14,92         | 24,01         | PA 313 à Quakertown                                                                           | PA 611 à Durham Township                                                               | 1928  | |
| PA 213          | 6,95          | 11,18         | PA 532 à Feasterville                                                                         | US 1 Bus. près de Fairless Hills                                                       | 1928  | |
| PA 214          | 11,29         | 18,17         | PA 616 à Seven Valleys                                                                        | PA 74 à Dallastown                                                                     | 1961  | |
| PA 215          | 7,90          | 12,70         | US 6N près d'Albion                                                                           | PA 5 à Springfield Township                                                            | 1962  | |
| PA 216          | 25,96         | 41,78         | PA 116 près de Hanover                                                                        | PA 24 à Winterstown                                                                    | 1928  | |
| PA 217          | 21,54         | 34,67         | US 30 à Unity Township                                                                        | PA 286 à Black Lick Township                                                           | 1961  | |
| PA 218          | 13,46         | 21,66         | WV 218 à la frontière de la Virginie-Occidentale à Wayne Township                             | US 19 / PA 21 à Waynesburg                                                             | 1936  | |
| PA 221          | 31,00         | 50,00         | PA 188 à Morgan Township                                                                      | PA 231 à Blaine Township                                                               | 1936  | |
| PA 222          | 4,48          | 7,21          | I-78 / US 222 / PA 309 à Dorneyville                                                          | PA 145 à Allentown                                                                     | 1991  | |
| PA 225          | 48,58         | 78,18         | US 22 / US 322 à Dauphin                                                                      | PA 61 à Shamokin                                                                       | 1928  | |
| PA 226          | 4,87          | 7,83          | SR 84 à la frontière de l'Ohio près de Conneaut, OH                                           | US 6N à Tracy                                                                          | 1961  | |
| PA 227          | 21,30         | 34,30         | PA 8 à Rouseville                                                                             | PA 127 à Harmony Township                                                              | 1928  | |
| PA 228          | 21,10         | 34,00         | US 19 à Cranberry Township                                                                    | PA 356 à Buffalo Township                                                              | 1928  | |
| PA 230          | 28,36         | 45,63         | US 22 à Harrisburg                                                                            | PA 283 à Salunga                                                                       | 1967  | |
| PA 231          | 26,70         | 43,00         | PA 18 à East Finley Township                                                                  | PA 50 à Independence Township                                                          | 1928  | |
| PA 232          | 25,16         | 40,49         | US 1 / US 13 à Philadelphie                                                                   | PA 32 à New Hope                                                                       | 1928  | |
| PA 233          | 53,26         | 85,71         | PA 997 à Mont Alto                                                                            | PA 274 près de Green Park                                                              | 1928  | |
| PA 234          | 38,32         | 61,67         | US 30 à Franklin Township                                                                     | PA 462 à West York                                                                     | 1928  | |
| PA 235          | 43,00         | 69,00         | US 11 / US 15 à Liverpool                                                                     | PA 45 près de Laurelton                                                                | 1928  | |
| PA 238          | 5,40          | 8,68          | PA 74 à Shiloh                                                                                | PA 181 à Emigsville                                                                    | 1961  | |
| PA 239          | 36,84         | 59,29         | PA 93 à Nescopeck Township                                                                    | PA 42 à North Mountain                                                                 | 1928  | |
| PA 240          | 8,50          | 13,70         | PA 286 à Commodore                                                                            | US 219 près de Cherry Tree                                                             | 1966  | |
| PA 241          | 23,62         | 38,01         | PA 441 à Conoy Township                                                                       | PA 72 à Lebanon                                                                        | 1928  | |
| PA 244          | 17,19         | 27,67         | PA 44 près d'Oswayo                                                                           | NY 248A à la frontière de l'État de New York à Genesee Township                        | 1928  | |
| PA 246          | 8,46          | 13,61         | PA 46 à Corwins Corners                                                                       | PA 346 à Prentisvale                                                                   | 1928  | |
| PA 247          | 50,47         | 81,23         | I-84 à Mount Cobb                                                                             | PA 370 à Preston Park                                                                  | 1928  | |
| PA 248          | 31,29         | 50,35         | US 209 à Weissport East                                                                       | PA 611 à Easton                                                                        | 1966  | |
| PA 249          | 22,10         | 35,60         | PA 287 à Middlebury Township                                                                  | NY 36 à la frontière de l'État de New York à Brookfield Township                       | 1928  | |
| PA 251          | 11,60         | 18,66         | SR 154 à la frontière de l'Ohio à South Beaver Township                                       | PA 18 à Beaver Falls                                                                   | 1928  | |
| PA 252          | 19,88         | 31,99         | PA 320 près de Chester                                                                        | PA 23 à Valley Forge                                                                   | 1928  | |
| PA 253          | 15,96         | 25,68         | PA 53 à Van Ormer                                                                             | PA 53 à Houtzdale                                                                      | 1928  | |
| PA 254          | 30,10         | 48,40         | PA 405 à Milton                                                                               | PA 487 près de Benton                                                                  | 1928  | |
| PA 255          | 39,70         | 63,90         | US 219 à DuBois                                                                               | US 219 à Johnsonburg                                                                   | 1928  | |
| PA 257          | 5,12          | 8,24          | US 322 à Cranberry Township                                                                   | US 62 à Oil City                                                                       | 1930  | |
| PA 258          | 26,90         | 43,30         | PA 108 / PA 173 à Slippery Rock                                                               | PA 18 à Clark                                                                          | 1928  | |
| PA 259          | 33,40         | 53,80         | US 30 à Ligonier Township                                                                     | US 422 à Cherryhill Township                                                           | 1936  | |
| PA 261          | 2.260         | 3.637         | Foulk Road à la frontière du Delaware à Zebleys Corner                                        | US 322 à Bethel Township                                                               | 1928  | |
| PA 262          | 11,99         | 19,30         | PA 114 à Fairview Township                                                                    | PA 382 près de York Haven                                                              | 1961  | |
| PA 263          | 20,14         | 32,41         | PA 611 à Willow Grove                                                                         | PA 32 à Centre Bridge                                                                  | 1928  | |
| PA 267          | 30,78         | 49,54         | US 6 à Meshoppen                                                                              | NY 26 à la frontière de l'État de New York à Choconut Township                         | 1928  | |
| PA 268          | 35,13         | 56,53         | US 422 à West Kittanning                                                                      | PA 38 / PA 208 à Emlenton                                                              | 1928  | |
| PA 271          | 47,00         | 76,00         | PA 711 à Ligonier Township                                                                    | US 219 à Northern Cambria                                                              | 1935  | |
| PA 272          | 54,67         | 87,98         | MD 272 à la frontière du Maryland près d'Oxford                                               | US 222 / PA 568 près d'Adamstown                                                       | 1928  | |
| PA 274          | 43,99         | 70,79         | PA 75 à Fannett Township                                                                      | US 11 / US 15 à Duncannon                                                              | 1928  | |
| PA 281          | 45,80         | 73,70         | WV 26 à la frontière de la Virginie-Occidentale à Henry Clay Township                         | US 30 à Stoystown                                                                      | 1928  | |
| PA 282          | 11,53         | 18,55         | PA 82 à West Nantmeal Township                                                                | US 30 Bus. à Downingtown                                                               | 1928  | |
| PA 283          | 29,11         | 45,85         | South Eisenhower Boulevard à Highspire                                                        | US 30 à Lancaster                                                                      | 1971  | Désignée officiellement comme SR 0300 pour éviter la confusion avec l'I-283.                                |
| PA 284          | 9,04          | 14,55         | PA 287 à English Center                                                                       | I-99 / US 15 à McNett Township                                                         | 1928  | |
| PA 285          | 27,10         | 43,60         | SR 85 à la frontière de l'Ohio à Pymatuning Central                                           | PA 173 à Cochranton                                                                    | 1936  | |
| PA 286          | 68,80         | 110,70        | US 22 à Monroeville                                                                           | US 219 à Burnside Township                                                             | 1961  | |
| PA 287          | 63,97         | 102,94        | US 220 à Piatt Township                                                                       | PA 49 à Lawrenceville                                                                  | 1961  | |
| PA 288          | 15,00         | 24,00         | PA 18 à Wampum                                                                                | US 19 / PA 68 à Zelienople                                                             | 1928  | |
| PA 290          | 9,17          | 14,76         | I-79 / PA 5 à Érié                                                                            | I-90 / PA 430 à Harborcreek Township                                                   | 2006  | |
| PA 291          | 14,01         | 22,55         | US 13 à Trainer                                                                               | I-76 à Philadelphie                                                                    | 1928  | |
| PA 292          | 11,48         | 18,48         | PA 29 à Evans Falls                                                                           | PA 92 à Exeter Township                                                                | 1928  | |
| PA 296          | 161,8         | 26,03         | PA 191 à Lake Ariel                                                                           | PA 247 à Clinton Township                                                              | 1936  | |
| PA 297          | 6,29          | 10,12         | PA 921 à Conewago Township                                                                    | PA 262 près de York Haven                                                              | 2018  | |
| PA 299          | 0,05          | 0,08          | Pont ferroviaire sur Powell Avenue à Millcreek Township                                       | Pont ferroviaire sur Powell Avenue à Millcreek Township                                | 1930  | |
| PA 304          | 12,84         | 20,67         | PA 45 à Mifflinburg                                                                           | US 15 à Winfield                                                                       | 1928  | |
| PA 305          | 28,70         | 46,20         | US 22 à Alexandria                                                                            | PA 655 à Belleville                                                                    | 1928  | |
| PA 307          | 31,51         | 50,71         | PA 435 à Covington Township                                                                   | PA 92 à Tunkhannock Township                                                           | 1928  | |
| PA 308          | 28,50         | 45,90         | PA 8 près de Butler                                                                           | SR 3013 à Irwin Township                                                               | 1928  | |
| PA 309          | 134,04        | 215,72        | PA 611 à Philadelphie                                                                         | PA 29 à Monroe Township                                                                | 1968  | |
| PA 310          | 12,55         | 20,20         | US 119 à Punxsutawney                                                                         | US 322 à Reynoldsville                                                                 | 1928  | |
| PA 313          | 18,02         | 29,00         | PA 309 / PA 663 à Quakertown                                                                  | PA 263 à Doylestown Township                                                           | 1928  | |
| PA 314          | 7,27          | 11,69         | PA 940 à Pocono Summit                                                                        | PA 715 à Pocono Summit                                                                 | 1964  | |
| PA 315          | 8,21          | 13,22         | PA 309 à Wilkes-Barre                                                                         | I-81 à Wilkes-Barre                                                                    | 1928  | |
| PA 316          | 16,64         | 26,78         | MD 60 à la frontière du Maryland près de Waynesboro                                           | US 11 à Chambersburg                                                                   | 1928  | |
| PA 317          | 4,83          | 7,78          | SR 630 à la frontière de l'Ohio à North Beaver Township                                       | PA 108 / PA 551 à North Beaver Township                                                | 1928  | |
| PA 318          | 15,92         | 25,61         | SR 304 à la frontière de l'Ohio à Shenango Township                                           | PA 158 à Mercer                                                                        | 1928  | |
| PA 320          | 18,83         | 30,31         | US 13 / PA 291 à Chester                                                                      | PA 23 à Swedeland                                                                      | 1928  | |
| PA 321          | 43,83         | 70,54         | US 219 à Wilcox                                                                               | PA 346 à Corydon Township                                                              | 1962  | |
| PA 324          | 13,31         | 21,42         | SR 3038 à Martic Township                                                                     | US 222 / PA 272 à Lancaster                                                            | 1928  | |
| PA 325          | 30,31         | 48,78         | Riverview Road à Middle Paxton Township                                                       | US 209 à Tower City                                                                    | 1949  | |
| PA 326          | 23,88         | 38,43         | Black Valley Road à la frontière du Maryland près de Flintstone, MD                           | US 30 à Bedford                                                                        | 1928  | |
| PA 328          | 13,23         | 21,29         | PA 287 à Tioga Junction                                                                       | NY 328 à la frontière de l'État de New York près de Millerton                          | 1961  | |
| PA 329          | 12,88         | 20,73         | PA 873 à Neffs                                                                                | PA 248 / PA 987 à Bath                                                                 | 1946  | |
| PA 331          | 14,51         | 23,35         | WV 67 à la frontière de la Virginie-Occidentale à Independence Township                       | PA 844 à Canton Township                                                               | 1935  | |
| PA 332          | 17,52         | 28,20         | PA 263 à Hatboro                                                                              | PA 32 à Yardley                                                                        | 1928  | |
| PA 333          | 31,20         | 50,10         | PA 103 à Juniata Terrace                                                                      | PA 235 près de Thompsontown                                                            | 1965  | |
| PA 338          | 13,59         | 21,87         | PA 58 à Richland Township                                                                     | US 322 à Ashland Township                                                              | 1930  | |
| PA 339          | 32,84         | 52,85         | PA 54 à Mahanoy City                                                                          | PA 93 à Nescopeck                                                                      | 1928  | |
| PA 340          | 30,06         | 48,38         | PA 462 près de Lancaster                                                                      | US 30 Bus. à Thorndale                                                                 | 1928  | |
| PA 341          | 10,69         | 17,21         | PA 230 / PA 341 Truck à Londonderry Township                                                  | PA 241 à South Londonderry Township                                                    | 1928  | |
| PA 343          | 8,16          | 13,13         | PA 72 à Lebanon                                                                               | I-78 à Fredericksburg                                                                  | 1928  | |
| PA 345          | 13,44         | 21,62         | PA 82 à West Nantmeal Township                                                                | US 422 près de Birdsboro                                                               | 1972  | |
| PA 346          | 34,18         | 55,00         | NY 280 à la frontière de l'État de New York à Corydon Township                                | PA 446 à Eldred                                                                        | 1928  | |
| PA 347          | 10,80         | 17,39         | SR 2020 à Dunmore                                                                             | PA 524 à Scott Township                                                                | 1928  | |
| PA 348          | 7,21          | 11,61         | PA 435 près d'Elmhurst                                                                        | PA 590 près de Hollisterville                                                          | 1936  | |
| PA 349          | 13,30         | 21,40         | US 6 à Gaines Township                                                                        | PA 49 à Westfield                                                                      | 1928  | |
| PA 350          | 21,90         | 35,20         | PA 45 à Franklin Township                                                                     | PA 53 / PA 504 à Philipsburg                                                           | 1932  | |
| PA 351          | 17,30         | 27,80         | SR 617 à la frontière de l'Ohio à Little Beaver Township                                      | PA 65 / PA 288 à Ellwood City                                                          | 1928  | |
| PA 352          | 18,58         | 29,91         | US 13 Bus. à Chester                                                                          | US 30 à East Whiteland Township                                                        | 1928  | |
| PA 356          | 32,30         | 52,00         | PA 66 à Washington Township                                                                   | US 422 à Butler Township                                                               | 1928  | |
| PA 358          | 25,20         | 40,60         | SR 88 à la frontière de l'Ohio près de Greenville                                             | US 62 / PA 173 à Sandy Lake                                                            | 1928  | |
| PA 362          | 5,34          | 8,60          | US 6 à Shippen Township                                                                       | PA 660 à Delmar Township                                                               | 1941  | |
| PA 363          | 11,96         | 19,25         | US 422 à Audubon                                                                              | PA 63 à Lansdale                                                                       | 1928  | |
| PA 366          | 14,80         | 23,80         | PA 28 à Tarentum                                                                              | PA 66 à Washington Township                                                            | 1928  | |
| PA 367          | 12,53         | 20,17         | US 6 à Braintrim Township                                                                     | PA 267 à Rush Township                                                                 | 1928  | |
| PA 368          | 7,37          | 11,86         | PA 268 à Parker                                                                               | PA 58 à Callensburg                                                                    | 1928  | |
| PA 370          | 16,73         | 26,93         | PA 171 à Ararat Township                                                                      | PA 191 à Buckingham Township                                                           | 1928  | |
| PA 371          | 23,54         | 37,89         | PA 171 / PA 374 près d'Union Dale                                                             | Cochecton Turnpike à la frontière de l'État de New York à Damascus Township            | 1936  | |
| PA 372          | 34,91         | 56,19         | PA 74 à Lower Chanceford Township                                                             | PA 82 à Coatesville                                                                    | 1928  | |
| PA 374          | 17,71         | 28,50         | PA 92 à Lenox Township                                                                        | PA 171 / PA 371 à Herrick Township                                                     | 1961  | |
| PA 378          | 9,56          | 15,38         | PA 309 à Upper Saucon Township                                                                | US 22 à Bethlehem                                                                      | 1971  | À l'origine, I-378                                                                                          |
| PA 380          | 32,80         | 52,80         | I-579 à Pittsburgh                                                                            | PA 286 à Bell Township                                                                 | 1928  | |
| PA 381          | 49,30         | 79,30         | CR 8 à la frontière de la Virginie-Occidentale à Wharton Township                             | US 30 près de Ligonier                                                                 | 1928  | |
| PA 382          | 11,79         | 18,97         | PA 181 à York Haven                                                                           | PA 114 près de Bunches                                                                 | 1961  | |
| PA 388          | 8,37          | 13,47         | PA 65 à Shenango Township                                                                     | PA 168 à Hickory Township                                                              | 1937  | |
| PA 390          | 25,30         | 40,72         | PA 940 à Paradise Township                                                                    | PA 507 à Tafton View                                                                   | 1928  | |
| PA 392          | 5,17          | 8,32          | PA 177 près de Lewisberry                                                                     | PA 262 près de Goldsboro                                                               | 1961  | |
| PA 394          | 13,45         | 21,65         | PA 234 à Biglerville                                                                          | PA 94 à Hampton                                                                        | 1928  | |
| PA 401          | 20,18         | 32,47         | PA 23 près d'Elverson                                                                         | US 30 à East Whiteland Township                                                        | 1928  | |
| PA 402          | 29,24         | 47,06         | US 209 Bus. à Smithfield Township                                                             | US 6 à Palmyra Township                                                                | 1928  | |
| PA 403          | 63,70         | 102,50        | US 30 à Quemahoning Township                                                                  | US 119 à East Mahoning Township                                                        | 1928  | |
| PA 405          | 35,12         | 56,53         | PA 61 à Sunbury                                                                               | US 220 à Hughesville                                                                   | 1941  | |
| PA 407          | 12,47         | 20,07         | US 6 / US 11 près de Clarks Summit                                                            | PA 374 à Lenox Township                                                                | 1928  | |
| PA 408          | 24,20         | 38,90         | US 6 / US 19 / PA 86 à Cambridge Springs                                                      | PA 8 à Hydetown                                                                        | 1928  | |
| PA 409          | 4,01          | 6,46          | US 6 à Standing Stone Township                                                                | PA 706 à Camptown                                                                      | 1935  | |
| PA 410          | 8,97          | 14,44         | US 119 à Henderson Township                                                                   | US 219 / US 322 à Brady Township                                                       | 1928  | |
| PA 412          | 17,75         | 28,56         | PA 611 à Nockamixon Township                                                                  | PA 378 à Bethlehem                                                                     | 1928  | |
| PA 413          | 17,75         | 28,56         | Burlington Bristol Bridge à la frontière du New Jersey à Bristol Township                     | PA 611 à Bedminster Township                                                           | 1930  | |
| PA 414          | 79,40         | 127,80        | PA 44 près de Waterville                                                                      | US 220 à Monroe                                                                        | 1928  | |
| PA 415          | 10,04         | 16,15         | PA 309 à Dallas                                                                               | PA 29 à Noxen Township                                                                 | 1928  | |
| PA 416          | 17,45         | 28,08         | Cearfoss Pike à la frontière du Maryland à Montgomery Township                                | US 30 à St. Thomas Township                                                            | 1928  | |
| PA 417          | 12,12         | 19,51         | US 322 à Franklin                                                                             | PA 8 à Cherrytree Township                                                             | 1936  | |
| PA 418          | 2,75          | 4,43          | PA 718 / PA 760 à Wheatland                                                                   | US 62 à Hermitage                                                                      | 1928  | |
| PA 419          | 28,11         | 45,24         | US 322 à West Cornwall Township                                                               | PA 183 à Bethel Township                                                               | 1962  | |
| PA 420          | 5,60          | 9,01          | PA 291 à Tinicum Township                                                                     | PA 320 à Springfield Township                                                          | 1928  | |
| PA 423          | 14,32         | 23,04         | PA 940 à Pocono Pines                                                                         | PA 191 près de South Sterling                                                          | 1965  | |
| PA 424          | 3,75          | 6,03          | I-81 à Hazle Township                                                                         | PA 93 près de Hazleton                                                                 | 2000  | |
| PA 425          | 24,61         | 39,60         | PA 851 à Fawn Grove                                                                           | PA 124 / PA 624 près d'East Prospect                                                   | 1966  | |
| PA 426          | 27,00         | 43,00         | NY 426 à la frontière de l'État de New York à North East Township PA 27 à Pittsfield Township | PA 89 à North East NY 426 à la frontière de l'État de New York à Wayne Township        | 1946  | |
| PA 427          | 10,70         | 17,20         | US 322 à Sugarcreek                                                                           | PA 27 près de Bradleytown                                                              | 1928  | |
| PA 428          | 19,40         | 31,20         | US 62 / PA 8 à Oil City                                                                       | PA 408 à Troy Township                                                                 | 1936  | |
| PA 430          | 13,70         | 22,05         | US 20 à Wesleyville                                                                           | NY 430 à la frontière de l'État de New York à Greenfield Township                      | 1959  | |
| PA 433          | 9,13          | 14,69         | US 11 à Greene Township                                                                       | PA 997 à Lurgan Township                                                               | 1928  | |
| PA 434          | 12,47         | 20,07         | PA 739 à Lords Valley                                                                         | NY 434 à la frontière de l'État de New York à Shohola Township                         | 1967  | |
| PA 435          | 14,93         | 24,02         | I-380 près de Gouldsboro                                                                      | I-84 / I-380 à Dunmore                                                                 | 1972  | |
| PA 436          | 1,97          | 3,17          | US 119 à Punxsutawney                                                                         | PA 36 à Punxsutawney                                                                   | 1928  | |
| PA 437          | 11,20         | 18,00         | PA 640 à White Haven                                                                          | PA 309 à Mountain Top                                                                  | 1964  | |
| PA 438          | 10,10         | 16,30         | US 6 / US 11 près de Dalton                                                                   | PA 247 à Scott Township                                                                | 1961  | |
| PA 441          | 32,49         | 52,29         | PA 999 à Manor Township                                                                       | Paxton Street près de Harrisburg                                                       | 1928  | |
| PA 442          | 14,70         | 23,66         | PA 405 à Muncy                                                                                | PA 42 à Iola                                                                           | 1928  | |
| PA 443          | 80,51         | 129,58        | North Front Street à Middle Paxton Township                                                   | US 209 à Lehighton                                                                     | 1928  | |
| PA 445          | 12,00         | 19,31         | PA 45 à Millheim                                                                              | PA 64 à Nittany                                                                        | 1928  | |
| PA 446          | 13,00         | 20,90         | NY 305 à la frontière de l'État de New York près d'Eldred                                     | PA 46 à Keating Township                                                               | 1928  | |
| PA 447          | 26,67         | 42,91         | US 209 à Smithfield Township                                                                  | PA 191 / PA 507 à Dreher Township                                                      | 1964  | |
| PA 449          | 17,13         | 27,57         | US 6 à Walton                                                                                 | NY 19 à la frontière de l'État de New York à Genesee Township                          | 1928  | |
| PA 452          | 7,10          | 11,42         | US 13 à Marcus Hook                                                                           | PA 352 à Lima                                                                          | 1928  | |
| PA 453          | 43,70         | 70,30         | US 22 à Water Street                                                                          | PA 879 à Curwensville                                                                  | 1930  | |
| PA 456          | 12,14         | 19,54         | Hollow Road à la frontière du Maryland à Warren Township                                      | PA 16 près de Cove Gap                                                                 | 1937  | |
| PA 462          | 31,89         | 51,32         | US 30 près de West York                                                                       | US 30 près de Lancaster                                                                | 1970  | Ancien segment de la US 30                                                                                  |
| PA 463          | 12,89         | 20,74         | PA 63 à Hatfield Township                                                                     | PA 611 à Horsham                                                                       | 1928  | |
| PA 465          | 6,64          | 10,69         | PA 174 à Mooreville                                                                           | PA 641 près de Carlisle                                                                | 1963  | |
| PA 467          | 17,06         | 27,45         | PA 187 à Rome                                                                                 | PA 706 près de Stevens Township                                                        | 1928  | |
| PA 472          | 20,84         | 33,54         | PA 841 à Elk Township                                                                         | PA 372 à Quarryville                                                                   | 1928  | |
| PA 474          | 3,20          | 5,10          | PA 8 / PA 89 à Wattsburg                                                                      | NY 474 à la frontière de l'État de New York à Venango Township                         | 1984  | |
| PA 475          | 19,62         | 31,57         | US 522 à Dublin Township                                                                      | PA 994 près de Rockhill Furnace                                                        | 1964  | |
| PA 477          | 17,70         | 28,50         | PA 192 à Miles Township                                                                       | PA 64 près de Mill Hall                                                                | 1967  | |
| PA 478          | 2,20          | 3,50          | PA 38 / PA 208 près d'Emlenton                                                                | PA 58 à St. Petersburg                                                                 | 1961  | |
| PA 481          | 12,95         | 20,84         | US 40 à Centerville                                                                           | PA 88 / PA 136 / PA 837 à Monongahela                                                  | 1947  | |
| PA 484          | 14,54         | 23,41         | PA 26 à Union Township                                                                        | PA 655 près de Warfordsburg                                                            | 1964  | |
| PA 487          | 64,30         | 103,50        | PA 61 à Shamokin Township                                                                     | PA 87 près de Dushore                                                                  | 1928  | |
| PA 488          | 17,00         | 27,00         | PA 65 / PA 288 à Ellwood City                                                                 | US 422 à Franklin Township                                                             | 1928  | |
| PA 491          | 6,02          | 9,69          | US 202 à Concordville                                                                         | DE 491 à la frontière du Delaware à Lower Chichester Township                          | 1928  | |
| PA 492          | 8,19          | 13,18         | US 11 à New Milford                                                                           | PA 92 à Jackson Township                                                               | 1928  | |
| PA 501          | 38,70         | 62,27         | US 222 / PA 272 à Lancaster                                                                   | PA 895 près de Pine Grove                                                              | 1928  | |
| PA 502          | 13,78         | 22,17         | US 11 à Moosic                                                                                | PA 435 à Covington Township                                                            | 1928  | |
| PA 504          | 24,54         | 39,49         | PA 53 / PA 350 à Philipsburg                                                                  | US 220 Alt. / PA 144 à Wingate                                                         | 1941  | |
| PA 505          | 2,86          | 4,60          | PA 97 à Millcreek Township                                                                    | US 20 à Érié                                                                           | 1932  | |
| PA 507          | 27,24         | 43,85         | I-380 / PA 435 à Philipsburg                                                                  | US 6 à Palmyra Township                                                                | 1928  | |
| PA 512          | 26,11         | 42,01         | US 22 à Hanover Township                                                                      | PA 611 à Upper Mount Bethel Township                                                   | 1928  | |
| PA 513          | 6,52          | 10,50         | US 13 à Bensalem Township                                                                     | PA 413 à Penndel                                                                       | 1928  | |
| PA 514          | 10,64         | 17,12         | PA 14 à Troy Township                                                                         | PA 414 à Franklin Township                                                             | 1928  | |
| PA 516          | 12,46         | 20,05         | MD 86 à la frontière du Maryland à Lineboro, MD                                               | PA 116 à Spring Grove                                                                  | 1930  | |
| PA 518          | 5,80          | 13,70         | PA 18 à Hermitage                                                                             | PA 18 à Hermitage                                                                      | 1928  | |
| PA 519          | 18,70         | 30,10         | US 40 à North Bethlehem Township                                                              | PA 50 à Mount Pleasant Township                                                        | 1936  | |
| PA 523          | 7,47          | 12,02         | US 40 à Addison                                                                               | PA 281 à Confluence                                                                    | 1970  | |
| PA 524          | 4,73          | 7,62          | PA 407 dans le Parc d'état de Lackawanna                                                      | PA 438 à Scott Township                                                                | 1961  | |
| PA 528          | 22,00         | 35,00         | US 19 à Jackson Township                                                                      | PA 8 à Brady Township                                                                  | 1936  | |
| PA 531          | 4,00          | 6,40          | PA 430 à Harborcreek Township                                                                 | US 20 à Harborcreek Township                                                           | 1962  | |
| PA 532          | 19,13         | 30,78         | US 1 à Philadelphie                                                                           | PA 32 à Washington Crossing                                                            | 1928  | |
| PA 533          | 21,74         | 34,98         | Mountain Road / Valley Road à Upper Strasburg                                                 | PA 233 à Newville                                                                      | 1930  | |
| PA 534          | 25,54         | 37,88         | PA 940 à East Side                                                                            | US 209 à Polk Township                                                                 | 1964  | |
| PA 536          | 16,64         | 26,78         | PA 28 à Redbank Township                                                                      | PA 36 à Young Township                                                                 | 1928  | |
| PA 546          | 3,59          | 5,77          | PA 346 à Otto Township                                                                        | Duke Center Road à la frontière de l'État de New York à Otto Township                  | 1928  | |
| PA 547          | 11,00         | 17,70         | US 11 à Harford Township                                                                      | PA 492 à Jackson Township                                                              | 1928  | |
| PA 549          | 19,15         | 30,82         | US 6 à Richmond Township                                                                      | PA 328 à Wells Township                                                                | 1928  | |
| PA 550          | 36,40         | 58,60         | PA 45 Truck / PA 453 à Snyder Township                                                        | PA 64 à Zion                                                                           | 1928  | |
| PA 551          | 33,60         | 54,10         | PA 18 à Beaver Falls                                                                          | PA 18 à Shenango Township                                                              | 1928  | |
| PA 553          | 19,50         | 31,40         | US 422 à Cherryhill Township                                                                  | US 219 à East Carroll Township                                                         | 1928  | |
| PA 554          | 8,76          | 14,10         | PA 44 à Washington Township                                                                   | US 15 à South Williamsport                                                             | 1928  | |
| PA 555          | 26,33         | 42,38         | PA 255 à Jay Township                                                                         | PA 120 à Driftwood                                                                     | 1928  | |
| PA 562          | 13,92         | 22,40         | US 422 Bus. à St. Lawrence                                                                    | PA 73 à Boyertown                                                                      | 1930  | |
| PA 563          | 21,15         | 34,04         | PA 63 à Upper Salford Township                                                                | PA 412 à Nockamixon Township                                                           | 1928  | |
| PA 568          | 11,60         | 18,67         | US 222 / PA 272 près d'Adamstown                                                              | PA 724 à Robeson Township                                                              | 1962  | |
| PA Turnpike 576 | 19,20         | 30,90         | I-376 à Findlay Township                                                                      | I-79 à Cecil Township                                                                  | 2006  | Aussi connue comme la Southern Beltway; parfois identifiée incorrectement I-576                             |
| PA 580          | 11,60         | 18,67         | PA 403 à Cherryhill Township                                                                  | US 219 à Cherry Tree                                                                   | 1928  | |
| PA 581          | 7,36          | 11,84         | I-81 près d'Enola                                                                             | I-83 à Lemoyne                                                                         | 1992  | |
| PA 588          | 15,00         | 24,00         | PA 51 à Chippewa Township                                                                     | US 19 / PA 68 à Zelienople                                                             | 1928  | |
| PA 590          | 45,06         | 72,52         | PA 435 à Elmhurst Township                                                                    | PA 434 à Lackawaxen Township                                                           | 1928  | |
| PA 601          | 26,67         | 42,92         | PA 31 / PA 281 à Somerset                                                                     | PA 56 à Paint                                                                          | 1928  | |
| PA 607          | 6,76          | 10,88         | PA 872 à Austin                                                                               | PA 155 à Keating Township                                                              | 1928  | |
| PA 611          | 109,69        | 176,52        | I-95 à Philadelphie                                                                           | I-380 à Coolbaugh Township                                                             | 1972  | |
| PA 616          | 14,90         | 23,97         | PA 851 à Railroad                                                                             | US 30 à West Manchester Township                                                       | 1930  | |
| PA 618          | 3,00          | 4,80          | US 6 à Sadsbury Township                                                                      | PA 18 à Summit Township                                                                | 1928  | |
| PA 624          | 13,38         | 21,53         | PA 24 à Red Lion                                                                              | PA 462 à Wrightsville                                                                  | 1932  | |
| PA 625          | 16,69         | 26,86         | PA 23 à East Earl Township                                                                    | US 222 Bus. à Reading                                                                  | 1966  | |
| PA 632          | 7,92          | 12,75         | US 6 / US 11 à Dalton                                                                         | PA 247 à Scott Township                                                                | 1961  | |
| PA 641          | 57,90         | 93,18         | US 522 près de Shade Gap                                                                      | US 11 / US 15 à Camp Hill                                                              | 1928  | |
| PA 642          | 21,50         | 34,60         | US 15 à Kelly Township                                                                        | PA 44 / PA 254 à Madison Township                                                      | 1952  | |
| PA 643          | 7,34          | 11,81         | I-70 à Brush Creek Township                                                                   | US 522 à Bethel Township                                                               | 1964  | |
| PA 645          | 14,12         | 22,72         | US 422 à Myerstown                                                                            | PA 443 à Pine Grove Township                                                           | 1962  | |
| PA 646          | 19,15         | 30,82         | PA 59 à Keating Township                                                                      | NY 16 à la frontière de l'État de New York à Foster Township                           | 1928  | |
| PA 652          | 10,56         | 16,99         | US 6 à Indian Orchard                                                                         | NY 52 à la frontière de l'État de New York à Narrowsburg, NY                           | 1972  | |
| PA 653          | 26,40         | 42,50         | PA 381 à Springfield Township                                                                 | Mason Dixon Highway à Garrett                                                          | 1928  | |
| PA 654          | 11,70         | 18,83         | PA 44 à Limestone Township                                                                    | US 15 à South Williamsport                                                             | 1928  | |
| PA 655          | 82,92         | 133,44        | US 522 à Needmore                                                                             | US 322 à Reedsville                                                                    | 1964  | |
| PA 660          | 24,31         | 39,12         | Parc d'état Leonard Harrison                                                                  | US 15 à Richmond Township                                                              | 1930  | |
| PA 662          | 26,17         | 42,12         | US 422 à Douglassville                                                                        | PA 61 à Shoemakersville                                                                | 1930  | |
| PA 663          | 22,13         | 35,62         | PA 100 à Pottstown                                                                            | PA 309 / PA 313 à Quakertown                                                           | 1930  | |
| PA 664          | 17,59         | 28,31         | PA 120 à Lock Haven                                                                           | PA 44 à Haneyville                                                                     | 1930  | |
| PA 666          | 33,56         | 54,01         | US 62 à Hickory Township                                                                      | US 6 à Sheffield                                                                       | 1928  | |
| PA 669          | 5,82          | 9,37          | MD 669 à la frontière du Maryland à Elk Lick Township                                         | US 219 à Salisbury                                                                     | 1963  | |
| PA 670          | 21,26         | 34,22         | PA 191 à Honesdale                                                                            | PA 370 à Preston Township                                                              | 1929  | |
| PA 690          | 12,53         | 20,17         | PA 502 à Spring Brook Township                                                                | PA 590 à Salem Township                                                                | 1928  | |
| PA 696          | 16,02         | 25,78         | PA 997 à Greene Township                                                                      | PA 997 à Hopewell Township                                                             | 1930  | |
| PA 706          | 36,10         | 58,10         | US 6 à Wyalusing                                                                              | US 11 à Milford                                                                        | 1972  | |
| PA 711          | 55,00         | 89,00         | US 119 / PA 201 / PA 711 Truck à Connellsville                                                | PA 403 à East Wheatfield Township                                                      | 1928  | |
| PA 715          | 17,66         | 28,42         | US 209 à Chestnuthill Township                                                                | PA 191 à Paradise Township                                                             | 1963  | |
| PA 718          | 11,00         | 18,00         | PA 65 à Shenango Township                                                                     | SR 305 à la frontière de l'Ohio à South Pymatuning Township                            | 1930  | |
| PA 722          | 8,82          | 14,19         | PA 283 à East Hempfield Township                                                              | PA 272 à Manheim Township                                                              | 1930  | |
| PA 724          | 30,55         | 49,17         | US 422 à Sinking Spring                                                                       | PA 23 à East Pikeland Township                                                         | 1962  | |
| PA 729          | 22,08         | 35,53         | PA 253 / PA 453 à Gulich Township                                                             | US 219 / PA 879 à Grampian                                                             | 1969  | |
| PA 731          | 4,80          | 7,72          | PA 484 à Union Township                                                                       | I-70 à Union Township                                                                  | 1964  | |
| PA 737          | 10,59         | 17,04         | US 222 à Kutztown                                                                             | PA 143 à Kempton                                                                       | 1962  | |
| PA 739          | 19,37         | 31,17         | CR 560 à la frontière du New Jersey près de Dingmans Ferry                                    | US 6 à Blooming Grove                                                                  | 1967  | |
| PA 741          | 25,28         | 40,68         | Rohrerstown Road près d'East Petersburg                                                       | PA 41 à Gap                                                                            | 1930  | |
| PA 743          | 24,69         | 39,73         | PA 441 à Marietta                                                                             | US 22 à Grantville                                                                     | 1930  | |
| PA 747          | 15,28         | 24,59         | PA 994 à Three Springs                                                                        | US 22 à Mount Union                                                                    | 1964  | |
| PA 756          | 7,19          | 11,57         | PA 403 à Johnstown                                                                            | PA 160 à Adams Township                                                                | 1930  | |
| PA 760          | 5,50          | 8,90          | I-80 / I-376 à Shenanago Township                                                             | US 62 Bus. / PA 718 à Sharon                                                           | 2009  | |
| PA 764          | 11,40         | 18,35         | US 22 à Allegheny Township                                                                    | I-99 / US 220 à Antis Township                                                         | 1935  | Ancien segment de la US 220                                                                                 |
| PA 770          | 12,20         | 19,60         | PA 59 à Lafayette Township                                                                    | PA 646 à Keating Township                                                              | 1962  | |
| PA 772          | 38,50         | 61,95         | PA 441 près de Marietta                                                                       | US 30 près de Gap                                                                      | 1930  | |
| PA 780          | 8,49          | 13,66         | PA 56 / PA 366 à New Kensington                                                               | PA 380 à Washington Township                                                           | 1936  | |
| PA 791          | 2,10          | 3,40          | US 22 Bus. à Churchill                                                                        | PA 380 à Penn Hills                                                                    | 1963  | |
| PA 796          | 5,78          | 9,31          | PA 896 à New London Township                                                                  | PA 41 à Londonderry Township                                                           | 1930  | |
| PA 819          | 46,00         | 74,00         | PA 201 à Vanderbilt                                                                           | PA 66 à Washington Township                                                            | 1930  | |
| PA 829          | 17,04         | 27,42         | PA 655 à Cass Township                                                                        | US 22 à Mill Creek                                                                     | 1964  | |
| PA 830          | 10,99         | 17,69         | I-80 à Washington Township                                                                    | US 219 à Sandy Township                                                                | 1928  | |
| PA 832          | 11,16         | 17,96         | PA 98 à Fairview Township                                                                     | Entrée du Parc d'état de Presque Isle près d'Érié                                      | 1928  | |
| PA 837          | 40,30         | 64,90         | PA 88 à Carroll Township                                                                      | US 19 / PA 51 / PA 60 à Pittsburgh                                                     | 1928  | |
| PA 839          | 21,29         | 34,26         | PA 85 près de Nu Mine                                                                         | PA 28 / PA 66 à South Bethlehem                                                        | 1928  | |
| PA 841          | 17,32         | 27,87         | MD 213 à la frontière du Maryland à Lewisville                                                | PA 82 à Doe Run                                                                        | 1928  | |
| PA 842          | 15,02         | 24,17         | PA 841 à West Marlborough Township                                                            | US 322 Bus. à West Chester                                                             | 1928  | |
| PA 844          | 14,97         | 24,09         | WV 27 à la frontière de la Virginie-Occidentale à Independence Township                       | PA 18 à Washington                                                                     | 1964  | |
| PA 845          | 3,03          | 4,88          | US 62 à Stoneboro                                                                             | PA 358 à Lake Township                                                                 | 1928  | |
| PA 846          | 12,41         | 19,97         | PA 718 à Hermitage                                                                            | PA 18 à Greenville                                                                     | 1928  | |
| PA 848          | 6,66          | 10,73         | PA 547 à Gibson                                                                               | US 11 à New Milford                                                                    | 1961  | |
| PA 849          | 24,78         | 39,88         | PA 74 à Saville Township                                                                      | US 22 / US 322 près de Duncannon                                                       | 1928  | |
| PA 850          | 44,89         | 72,24         | PA 35 à Tuscarora Township                                                                    | US 11 / US 15 à Marysville                                                             | 1929  | |
| PA 851          | 32,59         | 52,45         | PA 516 à Codorus Township                                                                     | PA 74 à Peach Bottom Township                                                          | 1937  | |
| PA 857          | 11,05         | 17,78         | Fairchance Road à la frontière de la Virginie-Occidentale à Springhill Township               | US 119 / PA 43 à Uniontown                                                             | 1967  | |
| PA 858          | 16,47         | 26,50         | PA 706 à Rush Township                                                                        | Pennsylvania Avenue à la frontière de l'État de New York à Little Meadows              | 1928  | |
| PA 861          | 11,67         | 18,78         | PA 68 à Rimersburg                                                                            | PA 66 à New Bethlehem                                                                  | 1928  | |
| PA 863          | 13,99         | 22,51         | US 222 à Upper Macungie Township                                                              | PA 143 à Lynnport                                                                      | 1962  | |
| PA 864          | 13,11         | 21,10         | PA 87 à Upper Fairfield Township                                                              | US 220 à Picture Rocks                                                                 | 1928  | |
| PA 865          | 19,10         | 30,70         | I-99 / US 220 à Bellwood                                                                      | PA 53 à Coalport                                                                       | 1928  | |
| PA 866          | 22,44         | 36,11         | PA 36 à Woodbury                                                                              | US 22 à Frankstown Township                                                            | 1928  | |
| PA 867          | 12,20         | 19,60         | PA 869 à South Woodbury Township                                                              | PA 36 / PA 164 près de Roaring Spring                                                  | 1928  | |
| PA 868          | 5,23          | 8,42          | PA 36 à South Woodbury Township                                                               | PA 867 à Bloomfield Township                                                           | 1946  | |
| PA 869          | 32,78         | 52,75         | US 219 à St. Michael                                                                          | PA 36 à South Woodbury Township                                                        | 1928  | |
| PA 872          | 39,97         | 64,33         | PA 120 à Grove Township                                                                       | US 6 / PA 44 à Coudersport                                                             | 1928  | |
| PA 873          | 8,86          | 14,26         | PA 309 à Schnecksville                                                                        | PA 248 à Lehigh Township                                                               | 1966  | |
| PA 879          | 43,00         | 69,00         | US 219 / PA 729 à Grampian                                                                    | PA 144 à Snow Shoe Township                                                            | 1928  | |
| PA 880          | 24,96         | 40,16         | PA 192 à Miles Township                                                                       | PA 44 à Limestone Township                                                             | 1928  | |
| PA 885          | 14,00         | 23,00         | PA 837 à Clairton                                                                             | I-579 à Pittsburgh                                                                     | 1928  | |
| PA 890          | 9,00          | 14,49         | PA 225 à Zerbe Township                                                                       | PA 61 à Upper Augusta Township                                                         | 1928  | |
| PA 895          | 47,37         | 76,24         | PA 443 à Pine Grove                                                                           | PA 248 à Bowmanstown                                                                   | 1928  | |
| PA 896          | 33,72         | 54,27         | MD 896 à la frontière du Maryland à London Britain Township                                   | PA 340 à Smoketown                                                                     | 1928  | |
| PA 897          | 41,68         | 67,07         | US 30 à Gap                                                                                   | US 422 à Lebanon                                                                       | 1928  | |
| PA 899          | 10,79         | 17,37         | PA 36 à Barnett Township                                                                      | PA 66 à Jenks Township                                                                 | 1928  | |
| PA 901          | 26,37         | 42,44         | PA 61 à Coal Township                                                                         | PA 183 à Cressona                                                                      | 1928  | |
| PA 902          | 11,66         | 18,77         | US 209 à Lansford                                                                             | PA 443 à Lehighton                                                                     | 1928  | |
| PA 903          | 17,73         | 28,54         | US 209 à Jim Thorpe                                                                           | PA 115 à Tunkhannock Township                                                          | 1928  | |
| PA 906          | 11,00         | 18,00         | PA 201 à Washington Township                                                                  | PA 136 à Forward Township                                                              | 1928  | |
| PA 910          | 19,00         | 31,00         | I-79 à Franklin Park                                                                          | Freeport Rd à Harmar Township                                                          | 1928  | |
| PA 913          | 17,69         | 28,47         | PA 26 à Saxton                                                                                | PA 655 à Taylor Township                                                               | 1928  | |
| PA 914          | 4,43          | 7,13          | US 11 à Guilford Township                                                                     | PA 316 à Guilford Township                                                             | 1968  | |
| PA 915          | 22,20         | 35,70         | I-70 à Brush Creek Township                                                                   | PA 26 à Hopewell                                                                       | 1928  | |
| PA 917          | 11,20         | 18,00         | US 40 à North Bethlehem Township                                                              | PA 136 aux limites entre les townships de Fallowfield et de Nottingham                 | 1964  | |
| PA 921          | 9,83          | 15,82         | PA 74 à Dover                                                                                 | PA 24 à Mount Wolf                                                                     | 1928  | |
| PA 924          | 22,23         | 35,78         | PA 61 à Frackville                                                                            | PA 309 à Hazleton                                                                      | 1928  | |
| PA 926          | 26,18         | 42,13         | PA 10 à Upper Oxford Township                                                                 | PA 3 à Willistown Township                                                             | 1928  | |
| PA 928          | 11,42         | 18,38         | MD 615 à la frontière du Maryland à Thompson Township                                         | US 522 à Ayr Township                                                                  | 1928  | |
| PA 934          | 10,87         | 17,50         | US 322 / PA 241 à South Annville Township                                                     | I-81 à Fort Indiantown Gap                                                             | 1928  | |
| PA 940          | 43,21         | 69,54         | PA 309 à Hazleton                                                                             | PA 191 à Paradise Valley                                                               | 1928  | |
| PA 944          | 30,87         | 49,68         | PA 233 à Lower Mifflin Township                                                               | US 11 / US 15 à East Pennsboro Township                                                | 1928  | |
| PA 946          | 18,23         | 29,33         | PA 248 à Berlinsville                                                                         | PA 191 à Newburg                                                                       | 1928  | |
| PA 948          | 38,50         | 62,00         | PA 255 à Fox Township                                                                         | PA 666 à Sheffield Township                                                            | 1928  | |
| PA 949          | 44,90         | 72,30         | PA 28 à Summerville                                                                           | PA 948 à Ridgway                                                                       | 1928  | |
| PA 950          | 6,63          | 10,67         | US 322 à Reynoldsville                                                                        | PA 830 à Falls Creek                                                                   | 1928  | |
| PA 954          | 35,32         | 56,84         | PA 56 à Center Township                                                                       | PA 210 à North Mahoning Township                                                       | 1928  | |
| PA 955          | 3,85          | 6,20          | PA 5 à Lawrence Park                                                                          | US 20 à Harborcreek                                                                    | 1928  | |
| PA 956          | 10,99         | 17,68         | US 19 à Scott Township                                                                        | PA 158 / PA 208 à New Wilmington                                                       | 1937  | |
| PA 957          | 25,04         | 40,30         | US 6 à Columbus Township                                                                      | US 62 à Elk Township                                                                   | 1928  | |
| PA 958          | 8,63          | 13,89         | CR 33 à la frontière de l'État de New York à Freehold Township                                | US 6 à Pittsfield Township                                                             | 1928  | |
| PA 965          | 11,55         | 18,59         | US 6 à Jackson Township                                                                       | US 62 à Frenchcreek Township                                                           | 1936  | |
| PA 969          | 10,38         | 16,71         | US 219 à Greenwood Township                                                                   | PA 453 à Curwensville                                                                  | 1928  | |
| PA 970          | 5,20          | 8,37          | US 322 à Woodland                                                                             | PA 879 à Shawville                                                                     | 1928  | |
| PA 973          | 27,30         | 43,90         | PA 44 à Tomb                                                                                  | PA 87 à Loyalsock                                                                      | 1928  | |
| PA 978          | 10,00         | 16,00         | PA 50 à South Fayette Township                                                                | US 22 / US 30 à North Fayette Township                                                 | 1928  | |
| PA 980          | 17,00         | 27,00         | PA 519 à South Strabane Township                                                              | US 22 à North Fayette Township                                                         | 1928  | |
| PA 981          | 49,00         | 79,00         | PA 51 à Rostraver Township                                                                    | PA 819 à Bell Township                                                                 | 1928  | |
| PA 982          | 33,00         | 53,00         | US 119 à Bullskin Township                                                                    | US 22 / US 119 à Derry Township                                                        | 1928  | |
| PA 985          | 20,95         | 33,72         | PA 601 à Lincoln Township                                                                     | PA 403 près de Ferndale                                                                | 1980  | |
| PA 987          | 10,35         | 16,66         | US 22 à Bethlehem                                                                             | PA 946 à Klecknersville                                                                | 1940  | |
| PA 989          | 15,10         | 24,30         | PA 65 à Ambridge                                                                              | PA 68 à New Sewickley Township                                                         | 1928  | |
| PA 993          | 14,40         | 23,20         | PA 130 à Trafford                                                                             | PA 66 Bus. à Hempfield Township                                                        | 1928  | |
| PA 994          | 27,50         | 44,25         | PA 26 à Entriken                                                                              | US 522 à Orbisonia                                                                     | 1928  | |
| PA 995          | 19,56         | 31,47         | PA 75 près de Mercersburg                                                                     | US 30 près de Chambersburg                                                             | 1928  | |
| PA 997          | 48,97         | 78,80         | MD 64 à la frontière du Maryland près de Waynesboro                                           | PA 233 à McCrea                                                                        | 1928  | |
| PA 999          | 9,45          | 15,20         | PA 441 à Manor Township                                                                       | PA 462 à Lancaster                                                                     | 1928  | |
|                 |               |               |                                                                                               |                                                                                        |       | |